# Windpark Delfzijl Noord
Windpark Delfzijl Noord is sinds 2014 in bedrijf. De 19 windmolens maken onderdeel uit van industriegebied Oosterhorn in het havengebied. De windturbines bij Delfzijl wekken stroom op dat gelijk staat aan het verbruik van circa 55.000 huishoudens.

Sinds 2016 is Google exclusieve afnemer van Windpark Delfzijl Noord; het datacenter in de Eemshaven draait 10 jaar lang op de stroom van dit windpark.
Ondanks de naam bevindt het zich niet in of nabij Delfzijl-Noord. De naam is gekozen omdat het ligt ten noorden van Windpark Delfzijl Midden en Windpark Delfzijl Zuid. Alle drie windparken zijn gelegen in het gebied ten oosten en zuidoosten van Farmsum.
Het windpark heeft een totaal vermogen van 62,7 megawatt (MW) en bestaat uit negentien windturbines op het terrein van Groningen Seaports: vijf op de Pier van Oterdum en veertien op de lange en smalle, door het water van de Bocht van Watum en het Zeehavenkanaal omgeven Schermdijk. De molens van het type N100/3300, elk met een vermogen van 3,3 MW, zijn van de Duitse fabrikant Nordex. De torens zijn 100 meter hoog en de wieken hebben een bladlengte van 50 meter. 
Het windpark kan 175 miljoen kWh aan elektriciteit per jaar leveren. Dat zou genoeg zijn om zo'n 55.000 huishoudens van stroom te voorzien. Vanaf begin 2016 neemt Google Inc. met een tienjarig contract de volledige productie af om energie te leveren aan het datacenter in de Eemshaven, dat in december 2016 officieel geopend werd. Het park levert jaarlijks een besparing op CO2-uitstoot van 77.000 ton.